# John Flodin
John Henrik Flodin, född 19 januari 1865 i Stockholm, död 20 oktober 1932 i Adolf Fredriks församling i Stockholm, var en svensk överdirektör.

## Biografi
Flodin avlade hovrättsexamen i Uppsala 1895, tjänstgjorde vid ting och i verk 1895–1899, var kanslist och notarie vid riksdagens första kammare 1898–1906, blev extra ordinarie tjänsteman i Kungliga järnvägsstyrelsen 1897, bokhållare vid trafikbyrån 1899, notarie där 1901, vid taxebyrån 1902, tillförordnad byrådirektör vid taxebyrån 1902, ordinarie 1908, överdirektör och souschef 1914.
Flodin var ordförande i Statens Järnvägars cirkulärkommitté 1905, ledamot av järnvägstaxekommittén 1907–1918, lärare vid föreläsningskurs för aspiranter till högre trafikbefälstjänster 1911–1913, ordförande i Statens Järnvägars bokföringskommitté 1917–1921, ordförande i kommittén för omorganisation av Statens Järnvägars kontrollkontor 1917, ordförande i Statens Järnvägars kyl- och varmvagnskommitté 1918–1921, ledamot i vagnförbundskommittén 1917–1924, ledamot och huvudsekreterare i 1918 års järnvägskommitté 1918–1922, ordförande i kommittén för revision av trafikstadgan 1920–1924, delegat för Sverige vid internationella järnvägskongresserna i Rom, Paris, Bern med mera, samt sekreterare i Svenska Järnvägsföreningen 1903–1913.
Flodin var även ledamot av förvaltningen för H.T. Cedergrens uppfostringsfond 1909, ordförande i Stockholms första hyresnämnd 1917–1923, vice ordförande i riksvärderingsnämnden 1917, vice ordförande i expropriationsnämnden för Stockholm 1918, ordförande i Turisttrafikförbundets restaurantaktiebolag 1915. Han är begravd på Norra begravningsplatsen utanför Stockholm.

## Utmärkelser

### Svenska utmärkelser
- Kommendör av första klassen av Vasaorden, 16 juni 1928.[1]
- Kommendör av andra klassen av Vasaorden, 6 juni 1918.[2]
- Riddare av första klassen av Vasaorden, 1910.[3]
- Kommendör av andra klassen Nordstjärneorden, 6 juni 1922.[4]
- Riddare av Nordstjärneorden, 1915.[5]

### Utländska utmärkelser
- Kommendör av andra graden av Danska Dannebrogorden, tidigast 1918 och senast 1921.[6][7]
- Kommendör av andra klassen av Finlands Vita Ros’ orden, tidigast 1925 och senast 1928.[8][9]
- Kommendör av andra klassen av Norska Sankt Olavs orden, tidigast 1921 och senast 1925.[7][8]
- Officer av Franska Hederslegionen, tidigast 1921 och senast 1925.[7][8]
- Riddare av tredje klassen av Preussiska Kronorden, senast 1915.[10]
- Riddare av tredje klassen av Ryska Sankt Annas orden, senast 1915.[10]